# تشاك إيدي
تشاك إيدي (بالإنجليزية: Chuck Eddy) هو صحفي الموسيقى وصحفي أمريكي، ولد في 26 نوفمبر 1960 في ديترويت في الولايات المتحدة.

## وصلات خارجية
- تشاك إيدي على موقع ديسكوغز (الإنجليزية)